# Grétar Steinsson
Grétar Rafn Steinsson (Siglufjörður, 9 gennaio 1982) è un ex calciatore islandese, di ruolo difensore.

## Carriera

### Club
Steinsson ha iniziato la sua carriera calcistica nel KS Siglufjörður, squadra del suo paese natale. In seguito militò nell'ÍA Akraness, con cui ha vinto un campionato islandese, due coppe d'Islanda, una coppa di Lega e una supercoppa.
Nel 2005 è andato in Svizzera con lo Young Boys, con cui ha, tra l'altro, fatto il suo esordio nelle coppe europee disputando l'Intertoto. Rimane nel paese alpino per due stagioni, giocando 19 partite in campionato.
Nel 2006 milita nei Paesi Bassi, nell'AZ Alkmaar, dove si afferma nel suo ruolo, giocando più di 80 incontri, tra tutte le competizioni, in due stagioni e mezza.
Arriva in Inghilterra nel gennaio 2008, al Bolton, rimanendovi per cinque stagioni.
Ha chiuso la carriera in Turchia, con la maglia del Kayserispor.

### Nazionale
Ha debuttato nella nazionale islandese il 7 marzo 2002 in una partita amichevole contro il Brasile, entrando al minuto 58 al posto di Þórhallur Jóhannsson. Il 17 agosto 2005, nel corso dell'amichevole contro il Sudafrica mise a segno la sua prima rete.
In nazionale, tra il 2002 e il 2012, ha collezionato 46 presenze e segnato in tutto quattro reti.

## Statistiche

### Presenze e reti nei club
| Stagione           | Squadra            | Campionato         | Campionato | Campionato | Coppe nazionali | Coppe nazionali | Coppe nazionali | Coppe continentali | Coppe continentali | Coppe continentali | Altre coppe | Altre coppe | Altre coppe | Totale | Totale |
| Stagione           | Squadra            | Comp               | Pres       | Reti       | Comp            | Pres            | Reti            | Comp               | Pres               | Reti               | Comp        | Pres        | Reti        | Pres   | Reti   |
| ------------------ | ------------------ | ------------------ | ---------- | ---------- | --------------- | --------------- | --------------- | ------------------ | ------------------ | ------------------ | ----------- | ----------- | ----------- | ------ | ------ |
| 2000               | ÍA Akraness        | UD                 | 13         | 0          | CI              | ?               | ?               | -                  | -                  | -                  | -           | -           | -           | 13+    | 0+     |
| 2001               | ÍA Akraness        | UD                 | 18         | 6          | CI              | ?               | ?               | CU                 | 0                  | 0                  | -           | -           | -           | 18+    | 6+     |
| 2002               | ÍA Akraness        | UD                 | 17         | 2          | CI              | ?               | ?               | UCL                | 0                  | 0                  | -           | -           | -           | 17+    | 2+     |
| 2003               | ÍA Akraness        | UD                 | 11         | 2          | CI              | ?               | ?               | -                  | -                  | -                  | -           | -           | -           | 11+    | 2+     |
| 2004               | ÍA Akraness        | UD                 | 17         | 2          | CI              | ?               | ?               | -                  | -                  | -                  | SI          | 0           | 0           | 17+    | 2+     |
| Totale ÍA Akraness | Totale ÍA Akraness | Totale ÍA Akraness | 76         | 12         |                 | ?               | ?               |                    | 0                  | 0                  |             | 0           | 0           | 76+    | 12+    |
| gen.-giu. 2005     | Young Boys         | SL                 | 14         | 3          | CS              | 1               | 0               | -                  | -                  | -                  | -           | -           | -           | 15     | 3      |
| lug.-set.2005      | Young Boys         | SL                 | 6          | 0          | CS              | 0               | 0               | CI                 | 4                  | 2                  | -           | -           | -           | 10     | 2      |
| Totale Young Boys  | Totale Young Boys  | Totale Young Boys  | 20         | 3          |                 | 1               | 0               |                    | 4                  | 2                  | -           | -           | -           | 25     | 5      |
| 2005-2006          | AZ Alkmaar         | ED                 | 20         | 4          | CO              | ?               | ?               | CU                 | 8                  | 0                  | -           | -           | -           | 28+    | 4+     |
| 2006-2007          | AZ Alkmaar         | ED                 | 25         | 1          | CO              | 1               | 0               | CU                 | 13                 | 2                  | -           | -           | -           | 39     | 3      |
| 2007-gen. 2008     | AZ Alkmaar         | ED                 | 16         | 2          | CO              | ?               | ?               | CU                 | 5                  | 0                  | -           | -           | -           | 21+    | 2+     |
| Totale AZ          | Totale AZ          | Totale AZ          | 61         | 7          |                 | 1+              | 0+              |                    | 26                 | 2                  |             | -           | -           | 88+    | 9+     |
| gen.-giu. 2008     | Bolton             | PL                 | 16         | 0          | CI+CdL          | 0+0             | 0+0             | -                  | -                  | -                  | -           | -           | -           | 16     | 0      |
| 2008-2009          | Bolton             | PL                 | 37         | 3          | CI+CdL          | 1+1             | 0+0             | -                  | -                  | -                  | -           | -           | -           | 39     | 3      |
| 2009-2010          | Bolton             | PL                 | 27         | 0          | CI+CdL          | 3+1             | 1+0             | -                  | -                  | -                  | -           | -           | -           | 31     | 1      |
| 2010-2011          | Bolton             | PL                 | 23         | 1          | CI+CdL          | 2+1             | 0+0             | -                  | -                  | -                  | -           | -           | -           | 26     | 1      |
| 2011-2012          | Bolton             | PL                 | 23         | 1          | CI+CdL          | 1+2             | 0+0             | -                  | -                  | -                  | -           | -           | -           | 26     | 1      |
| Totale Bolton      | Totale Bolton      | Totale Bolton      | 126        | 5          |                 | 12              | 1               |                    | -                  | -                  |             | -           | -           | 138    | 6      |
| 2012-2013          | Kayserispor        | SL                 | 9          | 1          | CT              | 0               | 0               | -                  | -                  | -                  | -           | -           | -           | 9      | 1      |
| Totale Carriera    | Totale Carriera    | Totale Carriera    | 292        | 28         |                 | 14+             | 1+              |                    | 26                 | 2                  |             | 0           | 0           | 332+   | 31+    |

## Palmarès

### Competizioni nazionali
- Úrvalsdeild: 1

ÍA Akranes: 2001
- Coppa d'Islanda: 2

ÍA Akranes: 2000, 2003
- Supercoppa d'Islanda: 1

ÍA Akranes: 2004
- Coppa di Lega islandese: 1

ÍA Akranes: 2003